# Michel Vanden Abeele
Pour les articles homonymes, voir Van den Abeele.
Le baron Michel Vanden Abeele, né le 30 avril 1942 à Bruxelles, est un économiste, haut fonctionnaire et universitaire belge, ancien directeur-général de la Commission européenne, ambassadeur, auprès de l’OCDE et de l’UNESCO et directeur général de l’Office statistique des Communautés européennes Eurostat. Il est présentement président du conseil d'administration de APETRA, Société anonyme belge de droit public à finalité sociale, agence établie pour la gestion des stocks obligatoires de pétrole en Belgique. 

## Formation
Licencié en sciences économiques de l'Université libre de Bruxelles. 

## Fonctions à la Commission européenne
- 1973-1975 : chef de cabinet adjoint puis chef de cabinet d'Henri Simonet, vice-président de la Commission européenne, responsable notamment des questions relatives à la politique énergétique, à l’harmonisation fiscale et aux institutions financières.
- 1976 : conseiller du président François-Xavier Ortoli, en 1976, chargé des questions relatives au dialogue Nord-Sud, à l’énergie et à la recherche, aux affaires sociales, économiques et monétaires.
- 1977 : chef de cabinet adjoint du vice-président François-Xavier Ortoli, chargé notamment des questions d’investissement, de crédit et des marchés de capitaux.
- 1978 : conseiller au cabinet du président Roy Jenkins, pour les affaires économiques et monétaires.
- 1981 : conseiller du président Gaston Thorn, responsable plus spécialement des questions économiques et budgétaires.
- 1981 : conseiller au Secrétariat général, Chef du Groupe des conseillers.
- 1983 : conseiller à la Direction générale du développement
- 1986 : chef de division "CNUCED et produits de base", à la Direction générale du développement.
- 1989-1992 : chef de cabinet du commissaire Karel Van Miert,  (Transport - Protection des consommateurs - Crédit Investissement).
- 1992-1994 : directeur général adjoint à la Direction générale des Budgets, chargé plus particulièrement des relations avec le Parlement européen et la Cour des comptes européenne. Président de la Commission consultative des achats et des marchés (CCAM) et de la CCAM-CCR. Représentant de la Commission  européenne au conseil d'administration de l'Observatoire européen des drogues et des toxicomanies
- 1995-1996 : chef de cabinet du Commissaire Karel Van Miert (Concurrence)
- 1996-1997 : directeur général à la Direction générale Politique d’entreprise, commerce, tourisme et économie sociale
- 1997-2002 : directeur général de la Direction générale Fiscalité et Union douanière
- 2002-2003 : directeur général du Service de traduction. Président du conseil d’administration du Centre de traduction. Président du Comité interinstitutionnel de la traduction et de l’interprétation.
- 2003-2004 : directeur général de l’Office statistique des Communautés européennes Eurostat
- 2004-2007 : directeur-général de la Commission européenne, ambassadeur, auprès de l’OCDE et de l’UNESCO.

## Autres activités professionnelles
- 1968-1971 : responsable du Bureau de programmation de l’université libre de Bruxelles
- 1971-1972 : conseiller au cabinet du ministre des Affaires économiques de Belgique

## Activités académiques
- Maître de conférences à l'ENA (France)
- Chargé d’enseignement à l’université Paul Cézanne Aix-Marseille III, pour le cours de « Processus décisionnel ».
- 1977-2003 : directeur (1977-1989) et ensuite vice-président (1989-2003) de l’Institut d'études européennes (IEE), de l’université libre de Bruxelles.
- Enseignant à l’Université européenne d’été sur la politique communautaire ; Université Jean Moulin Lyon 3.
- 2003-2008 : Chargé de cours honoraire de l’université libre de Bruxelles, pour le cours de Finances communautaires.

## Mandats sociaux
- 1982-1983 : Membre du conseil d’administration de l’université libre de Bruxelles
- 1989-1992 : Membre du conseil supérieur de l’Institut universitaire européen et du Conseil de la recherche – Florence
- 2001-2004 : Membre du conseil d’administration du Centre d'études européennes de Strasbourg
- 2008-.... : Membre coopté du conseil d'administration de l'université Paul Cézanne Aix-Marseille III

## Distinctions
- Docteur honoris causa de l’université de Provence (2003)
- Concession de noblesse héréditaire et du titre personnel de baron, accordée par le roi Albert II en 2010[1]